# Oblast' di Perm'
L'oblast' di Perm' (in russo Пермская область?, Permskaja oblastʾ) era un'oblast' della Russia, costituita il 3 ottobre 1938, dalla divisione dell'oblast' di Sverdlovsk, e soppressa il 1º dicembre 2005, data a partire dalla quale è andata a costituire con circondario dei Komi-Permiacchi il territorio di Perm'.